# Yang Chuan-kwang
Yang Chuan-kwang (traditioneel Chinees: 楊傳廣, vereenvoudigd Chinees: 楊傳廣, pinyin: Yáng Chuánguǎng) (Táidong, 10 juli 1933 - Los Angeles, 27 januari 2007) was een Taiwanese atleet, die zich had gespecialiseerd in de tienkamp. Hij nam driemaal deel aan de Olympische Spelen, waarop hij eenmaal een zilveren medaille behaalde en hij was de eerste tienkamper, die volgens de puntentabel van 1952 met een score van 9121 de 9000 puntengrens overschreed, in 1963 volgens de nieuwe puntentabel omgezet in 8089 punten. Yang was van Amis afkomst.

## Biografie

### Aziatisch kampioen
Chuan-kwang werd de IJzeren Man van Azië genoemd, nadat hij een gouden medaille had gewonnen bij het tienkamp tijdens de Aziatische Spelen in 1954 en voor de tweede keer bij de Aziatische Spelen in 1958. Nog in datzelfde jaar veroverde Chuan-kwang twee zilveren medailles: op de 100 m horden en bij het verspringen en ook een bronzen medaille op de 400 m horden. De eerste maal dat Yang deelnam aan Olympische Spelen was bij de Olympische Spelen van 1956 in Melbourne. Daar eindigde hij als achtste op het tienkamp.

### Zilver na spannende strijd op OS
Yang's meest gedenkwaardige tienkampwedstrijd was een wedstrijd met zijn vriend, Rafer Johnson, zijn teamgenoot aan de Universiteit van Californië, bij de Olympische Spelen van 1960 in Rome. Bij het laatste nummer aangekomen, de 1500 m, versloeg Johnson Yang net aan, waarna Yang zilver kreeg. Yang was op veel punten beter, maar Johnson zegevierde op drie onderdelen, te weten (kogelstoten, discuswerpen en speerwerpen) en won door de grote puntenhoeveelheid die hij op deze nummers veroverde.

### Kortstondig wereldrecordhouder polsstokhoogspringen
Op 26 januari 1963 vestigde Yang in Portland met 4,96 m een nieuw wereldindoorrecord op polsstokhoogspringen, dat overigens slechts een week overeind bleef. Op 2 februari 1963 werd dit namelijk alweer door de Fin Pentti Nikula verbeterd, die als eerste indooratleet de hoogte van 5,00 overbrugde.
Een jaar later werd hij vijfde bij de Olympische Spelen van 1964 in Tokio.

## Titels
- Aziatisch kampioen tienkamp - 1954, 1958

## Persoonlijke records
| Onderdeel                   | Prestatie                      | Jaar |
| --------------------------- | ------------------------------ | ---- |
| hoogspringen                | 2,02 m                         | 1956 |
| polsstokhoogspringen (ind.) | 5,00 m                         | 1963 |
| tienkamp                    | 8089 p (ex-WR; 9121 oude tab.) | 1963 |

- World Athletics: 14552754
- National Central Library: 000160835
- Virtual International Authority File: 317275942